# Irene Fleischhauer
Irene Fleischhauer, geborene Radich (* 15. November 1913 in Berlin; † 17. März 1998 ebenda), war eine deutsche Politikerin (SPD).
Irene Radich besuchte eine Höhere Mädchenschule in Berlin und machte eine Lehre als Kontoristin. Sie arbeitete bei Telefunken im Röhrenwerk Berlin.
Nach dem Zweiten Weltkrieg wurde Irene Fleischhauer Mitglied der Freien Deutschen Gewerkschaftsbundes (FDGB), später wechselte sie zur Unabhängigen Gewerkschaftsopposition (UGO) und zur Deutschen Angestellten-Gewerkschaft (DAG). 1946 trat sie der SPD bei. Ab 1948 war sie Betriebsrätin bei Telefunken und ab 1951 dort Betriebsratsvorsitzende. Bei der Berliner Wahl 1958 kandidierte Fleischhauer für die SPD, konnte aber erst im Oktober 1960 für Theodor Thiele nachrücken. 1967 schied sie aus dem Parlament aus. Von 1979 bis 1981 war sie Vorsteherin der Bezirksverordnetenversammlung im Bezirk Tiergarten.